# Филатов, Фёдор Григорьевич
Фёдор Григо́рьевич Фила́тов (1852 — после 1917) — новомосковский городской голова, член IV Государственной думы от Екатеринославской губернии.

## Биография
Православный. Из купеческой семьи.
Окончил уездное училище, а затем выдержал экзамен на звание городского приходского учителя. Занимался торговлей, владел каменной лавкой.
В 1881 году был избран гласным Новомосковской городской думы, в 1906 — членом городской управы и заступающим место городского головы и, наконец, в 1912 — городским головой, в каковой должности состоял два года. Кроме того, в 1889—1905 годах состоял председателем городского сиротского суда. В 1880-х годах сотрудничал в провинциальных и столичных изданиях, отражая краевые нужды.
В 1912 году был избран в члены Государственной думы от Екатеринославской губернии 1-м съездом городских избирателей. Входил во фракцию прогрессистов и Прогрессивный блок (1915—1916). Состоял членом распорядительной и по городским делам комиссий.
Судьба после 1917 года неизвестна. Был женат.